# Nhiễm trùng Adenovirus
Nhiễm trùng Adenovirus phổ biến nhất gây bệnh cho hệ hô hấp, tuy nhiên, uy nhiên, tùy thuộc vào kiểu huyết thanh nhiễm trùng, chúng cũng có thể gây ra nhiều bệnh và biểu hiện khác nhau

## Bệnh và biểu hiện
Ngoài sự biểu hiện hô hấp, ốm yếu và thì các biểu hiện khác của adenovirus bao gồm viêm dạ dày ruột, viêm kết mạc,viêm bàng quang và bệnh phát ban. Các triệu chứng hô hấp do nhiễm trùng adenovirus từ hội chứng cảm lạnh thông thường đến viêm phổi, viêm thanh quản cấp và viêm phế quản.Bệnh nhân có hệ miễn dịch bị tổn thương đặc biệt dễ bị biến chứng nặng do nhiễm adenovirus. Bệnh hô hấp cấp tính (ARD), lần đầu tiên được công nhận trong số các tân binh trong Thế chiến II, có thể do nhiễm adenovirus gây ra trong các tình trạng đông đúc và căng thẳng.

## Dự phòng
Vắc-xin adenovirus an toàn và hiệu quả được phát triển cho các mẫu huyết thanh adenovirus 4 và 7, nhưng chỉ có sẵn để ngăn ngừa ARD trong số những tân binh quân sự của Hoa Kỳ, và ngừng sản xuất vào năm 1996. Chú ý nghiêm ngặt chú ý đến thực hành kiểm soát nhiễm trùng tốt có hiệu quả trong việc ngăn chặn lây truyền ở bệnh viện của bệnh liên quan đến adenovirus, chẳng hạn như bệnh keratoconjunctivitis.Duy trì mức độ clo đầy đủ là cần thiết để ngăn ngừa sự bùng phát liên quan đến hồ bơi của viêm kết mạc adenovirus.